# Anna Atkinsová

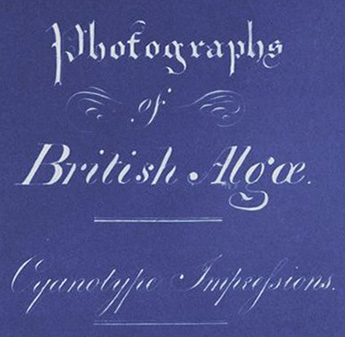
Anna Atkinsová: Detail titulní strany knihy Photographs of British Algae: Cyanotype Impressions

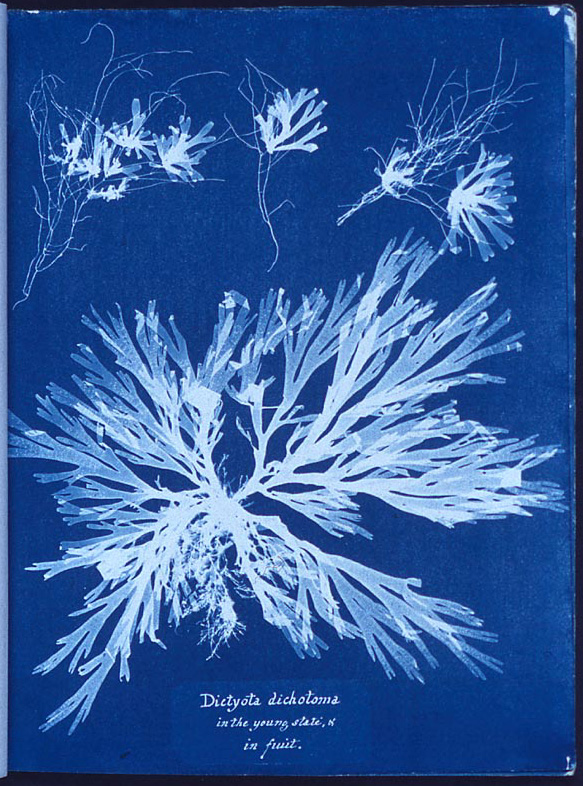
Anna Atkinsová: Kyanotypický fotogram řas zhotovený pro knihu Photographs of British Algae: Cyanotype Impressions, 1843

Anna Atkinsová (nepřechýleně Atkins, roz. Anna Children) (16. března 1799 Tonbridge – 9. června 1871Halstead Place, Sevenoaks) byla anglická botanička a fotografka. Je často považována za první osobu, která vydala knihu ilustrovanou fotografickými obrázky. Některé zdroje ji označují za první ženu, která zhotovila fotografii.

## Životopis
Narodila v Tonbridge v hrabství Kent v roce 1799. Její matka Hester Anne zemřela v roce 1800 na zdravotní porodní komplikace. Annu vychovával její otec John George Children, což byl vědec mnoha zájmů, například byl na jeho počest pojmenován minerál childrenite nebo krajta Antaresia childreni. Na ženu ve své době „získala neobvyklé vědecké vzdělání“. Její detailní rytiny korýšů byly použity jako ilustrace překladu Lamarckova spisu Genera of Shells, který byl v překladu jejího otce vydán v roce 1823.
V roce 1825 si vzala Johna Pelly Atkinse a přestěhovali se na Halstead Place, domova rodiny Atkinsů v distriktu Sevenoaks, Kent. Poté se věnovala svým zájmům v oblasti botaniky, například sběru sušených rostlin.

## Fotografie
John George Children a John Pelly Atkins byli přátelé Williama Foxe Talbota. Anna Atkins se naučila umění fotografie přímo od Talbota, a sice dva z jeho fotografických objevů: techniku fotogenické kresby (photogenic drawing) (při kterém je objekt kladen na fotocitlivý papír, který se exponuje na Slunci až vznikne negativ) a proces kalotypie.
Je známo, že Atkinsová získala svůj první fotoaparát v roce 1841. Některé zdroje tvrdí, že Atkinsová byla první žena fotografka. Jiné zdroje jako první fotografku uvádějí Constance Talbotovou, manželku Williama Foxe Talbota. Jelikož se nedochoval žádný snímek pořízený fotoaparátem Anny Atkinsové ani žádná fotografie Constance Talbotové, tato záležitost se pravděpodobně nikdy nevyřeší.

## Publikace
Sir John Herschel, přítel Atkinse a Childrena, vynalezl fotografický proces kyanotypie v roce 1842. Během jednoho roku Atkinsová tento proces aplikovala na řasy (konkrétně mořské řasy) a zhotovovala kyanotypické fotogramy kontaktních kopií „umísťováním sušených řas přímo na kyanotypický papír“.
Atkinsová vydala ve vlastním nákladu své fotogramy v prvním díle Photographs of British Algae: Cyanotype Impressions v říjnu 1843. Jednalo se o soukromé vydání v omezeném počtu kusů a ručně psaným textem Photographs of British Algae: Cyanotype Impressions a jedná se o první knihu ilustrovanou fotografiemi. Teprve o osm měsíců později, v červnu 1844, vyšla knížka Williama Henryho Foxe Talbota Tužka přírody; tato kniha byla „první kniha ilustrovaná fotografiemi ke komerčnímu vydání“ nebo „první komerčně publikovaná kniha ilustrovaná fotografiemi“.
Atkinsová vydala celkem tři díly Photographs of British Algae: Cyanotype Impressions mezi lety 1843 a 1853. Je známá existence pouze 17 výtisků této knihy, v různých úrovních kompletnosti. Exempláře jsou v majetku převážně těchto institucí:
- Britská knihovna v Londýně poskytuje skeny 429 stran (každá ze zvláštní desky) online[21][22]

- Kelvingrove Art Gallery and Museum, Glasgow, Skotsko[23]

- Metropolitní muzeum umění, New York[24]

- New York Public Library[25] poskytuje skeny 285 stran knihy online[26]

- Royal Society v Londýně okopíroval 403 stran a 389 desek a je považován za jedinou existující kopii knihy Atkinsové[21][27]

- Victoria and Albert Museum v Londýně vlastní ve své knihovně řadu jejích originálních děl.

Protože jsou knihy sběratelskou raritou a mají velký historický význam, jsou hodně drahé. Jeden výtisk knihy se 411 deskami ve třech svazcích byl na aukci v roce 1996 prodán za 133 500 liber šterlinků. Další kopie s 382 printy ve dvou svazcích, které vlastnil vědec Robert Hunt (1807-1887), byly prodány za 229 250 liber na aukci v roce 2004.

## Pozdější život a dílo

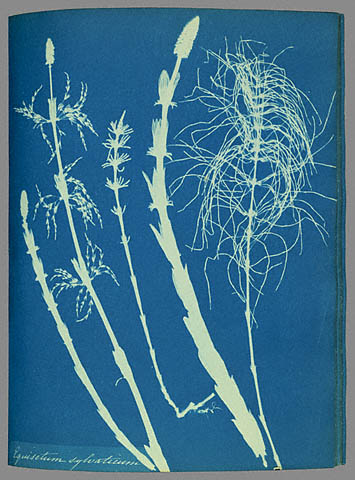
Kyanotypický fotogram přesličky lesní z knihy Cyanotypes of British and Foreign Ferns, Atkins a Dixon, 1853

V 50. letech Atkinsová spolupracovala s Annou Dixonovou (1799–1864), která pro ni byla „jako vlastní sestra“ a společně vydaly nejméně tři alba kyanotypických fotogramů:
- Cyanotypes of British and Foreign Ferns (1853), nyní v Muzeu J. Paula Gettyho.

- Cyanotypes of British and Foreign Flowering Plants and Ferns (1854), rozebíratelné stránky, které jsou v držení různých muzeí a sběratelů.

- Album „Captain Henry Dixon“ věnované synovci Anny Dixonové (1861).

Kromě toho vydala knihy s nefotografickými pracemi:
- Atkins, Anna. The perils of fashion. Londýn, 1852.
- Atkins, Anna. The Colonel. A story of fashionable life. By the author of "The perils of fashion." Londýn: Hurst & Blackett, 1853.
- Atkins, Anna. Memoir of J.C. Children, including some unpublished poetry by his father and himself. Londýn: John Bowye Nichols and Sons, 1853.
- Atkins, Anna. Murder will out. A story of real life. By the author of "The colonel," etc. Londýn, 1859.
- Atkins, Anna. A page from the peerage. By the author of "The colonel." Londýn, 1863.

Atkinsová zemřela na Halstead Place v roce 1871 na „ochrnutí, revmatismus a vyčerpání“ ve věku 72 let.